# Whymperia carinifrons
Whymperia carinifrons là một loài tò vò trong họ Ichneumonidae.